# 대광보국숭록대부
대광보국숭록대부(大匡輔國崇祿大夫)는 조선의 가장 높은 품계로, 정1품의 상계에 해당하는 품계이다. 바로 아래의 품계는 보국숭록대부이다.

## 역사
1392년(태조 1년) 7월 관제를 새로 정할 때 고려의 특진보국삼중대광(特進輔國三重大匡)을 계승, 개편하여 특진보국숭록대부(特進輔國崇祿大夫)라 하였던 것을 뒤에 대광보국숭록대부로 개칭하였다.
1894년(고종 31년) 7월 갑오경장 때 관질(官秩)을 개정, 11등급으로 나누었는데 정1품을 대광보국숭록대부라 불렀으며, 의정부 총리대신이 이에 해당하였다.

## 관직
대광보국숭록대부에 해당하는 관직은 대표적으로 다음과 같다.
- 의정부 : 영의정, 좌의정, 우의정
- 돈녕부 : 영돈녕부사
- 중추부 : 영중추부사

## 참고 문헌
- 『태조실록(太祖實錄)』
- 『고종실록(高宗實錄)』
- 『순종실록(純宗實錄)』
- 『경국대전(經國大典)』